# Svensktoppen 1963
Svensktoppen 1963 är en sammanställning av de femton mest populära melodierna på Svensktoppen under 1963.
Populärast var Spel-Olles gånglåt av Trio me' Bumba. Melodin fick sammanlagt 1466 poäng under 30 veckor.
Den 16 juni lämnade Inger Berggrens Elisabeth serenad listan efter 33 veckor, ett rekord som stod sig ända till 1965, då det bröts av Per Myrberg och Trettifyran.
Under året byttes redovisningssystem av poäng 2 gånger. Från programmets start i oktober 1962 fram till juni 1963 fick varje jurymedlem rösta på 1 melodi och resultatet redovisades i procent. Från juni till oktober redovisade man i stället antal angivna röster varvid poängen för varje melodi blev mycket högre än tidigare. I oktober månad gick man tillbaka till att redovisa rösterna i procent men nu fick juryn rösta på 3 melodier vardera. För att få ett tillförlitligt årsresultat borde man därför räkna om alla poäng till ett enhetligt system men en förutsättning för att kunna göra det är att man har tillgång till alla angivna poäng även de för utslagna låtarna. 
Den 1 december detta år utbröt artiststrejk i Sverige vilket fick till följd att Svensktoppen lades ned. Detta sannolikt till följd av att inga nya låtar producerades under det att strejken pågick. Den dåvarande programledaren Magnus Banck berördes dock inte av strejken och därför ersattes Svensktoppen en tid med ett program som hette Melodirouletten där lyssnarna fick ringa in till studion och önska skivor. Strejken upphörde våren 1964, Svensktoppen kom dock tillbaka först i slutet av juni 1964.
Populäraste artisten var Anna-Lena Löfgren, som fick med två melodier på årssammanfattningen.
Listan vecka 48 utgick på grund av mordet på John F. Kennedy.

## Årets Svensktoppsmelodier 1963
| Vecka 44 registrerades inga poäng. De melodier som låg på listan då markeras med * |                   |                                 |       |              |
| Nr                                                                                 | Artist            | Titel                           | Poäng | Antal veckor |
| 1                                                                                  | Trio me' Bumba    | Spel-Olles gånglåt *            | 1466  | 30           |
| 2                                                                                  | Anna-Lena Löfgren | Se mig i ögonen älskling *      | 1169  | 29           |
| 3                                                                                  | Bibi Johns        | Bibis bossa nova *              | 937   | 21           |
| 4                                                                                  | Gitte Henning     | Kom ner på jorden igen *        | 624   | 14           |
| 5                                                                                  | Jan Malmsjö       | Bygga upp ett stort berg        | 534   | 11           |
| 6                                                                                  | Yvonne Norrman    | Gräsänke-Twist                  | 462   | 10           |
| 7                                                                                  | Lill-Babs         | Gröna granna sköna sanna sommar | 436   | 11           |
| 8                                                                                  | Alice Babs        | En herrskapstrall               | 413   | 17           |
| 9                                                                                  | Anna-Lena Löfgren | Regniga natt                    | 387   | 15           |
| 10                                                                                 | Per Myrberg       | Hela kvällen är vår             | 331   | 9            |
| 11                                                                                 | Jan Höiland       | En natt i Moskva                | 313   | 20           |
| 12                                                                                 | Inger Berggren    | Elisabeth serenad               | 264   | 22           |
| 13                                                                                 | Anita Lindblom    | Danke Schön *                   | 206   | 8            |
| 14                                                                                 | Ray Adams         | De tusen sjöars land            | 183   | 8            |
| 14                                                                                 | Siw Malmkvist     | Skona mitt hjärta *             | 183   | 8            |